# Piz Mungiroi
Piz Mungiroi är en bergstopp i Schweiz.   Den ligger i regionen Maloja och kantonen Graubünden, i den sydöstra delen av landet, 170 km öster om huvudstaden Bern. Toppen på Piz Mungiroi är 3 046 meter över havet, eller 66 meter över den omgivande terrängen. Bredden vid basen är 0,58 km.
Terrängen runt Piz Mungiroi är bergig åt sydväst, men åt nordost är den kuperad. Runt Piz Mungiroi är det glesbefolkat, med 8 invånare per kvadratkilometer.. Närmaste större samhälle är Silvaplana, 19,0 km öster om Piz Mungiroi. 
Trakten runt Piz Mungiroi består i huvudsak av gräsmarker.